# احمدخان رحمانی
احمدخان رحمانی (زاده: ۱۳۵۶ ولسوالی میمنه، ولایت فاریاب) سیاست‌مدار افغانستانی و نماینده مردم فاریاب در دوره پانزدهم مجلس نمایندگان افغانستان است.
وی درسال ۲۰۱۵ در یک حمله تروریستی کشته شد.

## زندگی‌نامه
احمدخان رحمانی متولد ۱۳۵۶ از ولسوالی میمنه ولایت فاریاب افغانستان است.